# Shimokawa Seigo
Seigo Shimokawa (sinh ngày 17 tháng 11 năm 1975) là một cầu thủ bóng đá người Nhật Bản.

## Sự nghiệp câu lạc bộ
Seigo Shimokawa đã từng chơi cho Cerezo Osaka, Kawasaki Frontale và Oita Trinita.